# Cosmo & Wanda: Wenn Elfen weiterhelfen
Cosmo & Wanda: Wenn Elfen weiterhelfen ist eine US-amerikanische Comedy-Fernsehserie, basierend auf der gleichnamigen Nickelodeon-Serie aus dem Jahr 1998. Sie wurde am 31. März 2022 auf dem Streaming-Dienst Paramount+ ausgestrahlt.

## Handlung
Es wird das Leben von Timmy Turners Cousine Vivian „Viv“ Turner und ihrem neuen Stiefbruder Roy Ragland gezeigt, die sich mit Hilfe ihrer Paten Cosmo und Wanda durch das Leben in Dimmsdale schlagen.

## Besetzung
| Rolle               | Schauspieler          | Synchronsprecher |
| ------------------- | --------------------- | ---------------- |
| Cosmo               | Daran Norris          | Norman Matt      |
| Wanda               | Susanne Blakeslee     | Ilya Welter      |
| Vivian „Viv“ Turner | Audrey Grace Marshall | Lea Kalbhenn     |
| Timmy Turner        | Caleb Pierce          | Hannes Maurer    |
| Roy Ragland         | Tyler Wladis          |                  |
| Ty Turner           | Ryan-James Hatanaka   |                  |
| Rachel Ragland      | Laura Bell Bundy      |                  |
| Zina Zacarias       | Imogen Cohen          |                  |

## Episodenliste

### Staffel 1
| Nr. (ges.) | Nr. (St.) | Deutscher Titel            | Originaltitel                   | Erstausstrahlung USA | Deutschsprachige Erstausstrahlung (CH/A) | Regie                 | Drehbuch             | Prod. Code |
| ---------- | --------- | -------------------------- | ------------------------------- | -------------------- | ---------------------------------------- | --------------------- | -------------------- | ---------- |
| 1          | 1         | Alles neu in Dimmsdale     | Cake, Dance, & Solid Gold Pants | 31. März 2022        | 5. Sept. 2022                            | Mike Caron            | Christopher J. Nowak | 101        |
| 2          | 2         | Der Thron                  | The Throne                      | 31. März 2022        | 6. Sept. 2022                            | Evelyn Belasco        | Samantha Martin      | 102        |
| 3          | 3         | Verbotene Töne             | The Forbidden Phrase            | 31. März 2022        | 7. Sept. 2022                            | Adam Weissman         | Christopher J. Nowak | 103        |
| 4          | 4         | Böse beste Freunde         | Vicky’s Best Friend             | 31. März 2022        | 8. Sept. 2022                            | Adam Weissman         | Angela Yarbrough     | 104        |
| 5          | 5         | Roy Goldfinger             | King Roydas                     | 31. März 2022        | 9. Sept. 2022                            | Adam Weissman         | Mariah Smith         | 105        |
| 6          | 6         | Shakespeare, Kekse, Chaos  | Cheater Cheater Cookie Eater    | 31. März 2022        | 12. Sept. 2022                           | Evelyn Belasco        | Sam Becker           | 106        |
| 7          | 7         | Die Wunsch-App             | Da Wish App                     | 31. März 2022        | 13. Sept. 2022                           | Adam Weissman         | Jenna Martin         | 107        |
| 8          | 8         | Lady Vivian und Raging Roy | The Show Off                    | 31. März 2022        | 14. Sept. 2022                           | Adam Weissman         | Samantha Martin      | 108        |
| 9          | 9         | Der Zeitreise-Roller       | Bad to the Scooter              | 31. März 2022        | 15. Sept. 2022                           | Evelyn Belasco        | Sam Becker           | 109        |
| 10         | 10        | Dorschzillard              | Codzillard!                     | 31. März 2022        | 16. Sept. 2022                           | Leonard R. Garner Jr. | Angela Yarbrough     | 110        |
| 11         | 11        | Roy-Nocchio                | Roynocchio                      | 31. März 2022        | 19. Sept. 2022                           | Elvira Ibragimova     | Nick Dossman         | 111        |
| 12         | 12        | Elfen gefangen! (1)        | Fairies Away! Part 1            | 31. März 2022        | 20. Sept. 2022                           | Adam Weissman         | Angela Yarbrough     | 112        |
| 13         | 13        | Elfen gefangen! (2)        | Fairies Away! Part 2            | 31. März 2022        | 21. Sept. 2022                           | Mike Caron            | Sam Becker           | 113        |

## Produktion
Im Februar 2021 wurde die Serie mit Butch Hartman und Fred Seibert als Produzenten und Christopher J. Nowak als ausführendem Produzent und Showrunner angekündigt.
Die Produktion der Serie hat im Juli 2021 begonnen.
Im Dezember 2021 wurde bekannt gegeben, dass der Start von der Serie im März 2022 auf Paramount+ stattfinden soll. Am 23. Februar 2022 wurde als Startdatum der 31. März 2022 angekündigt, außerdem wurde ein erster Trailer veröffentlicht.
Am 31. März 2022 wurden alle Folgen der Serie auf dem Streamingdienst Paramount+ veröffentlicht.
Die deutschsprachige Premiere fand am 5. September 2022 auf Nick Austria und Nick Schweiz statt. Auf Nick Deutschland lief die Serie zu dem Datum nicht.
In Deutschland ist die Serie seit dem 26. Dezember 2022 exklusiv auf Paramount+ mit allen Folgen auf Abruf verfügbar.